# Koudenhorn
De Koudenhorn is een straat in de Noord-Hollandse stad Haarlem. De straat is gelegen in Haarlem-Centrum en vormt de westerkade van het Spaarne. Omstreeks 1465 kwamen de namen Caudehorn en Çoude Hoorn  voor, voor de meest zuidelijke punt van de huidige straat en betekent letterlijk koude hoek. Het noordelijke gedeelte ter hoogte van de Catharijnebrug stond bekend als de Houtmarkt dat bij een verbreding overliep in de Ossenmarkt. De Nieuwe Ossenmarkt lag ter hoogte van het politiebureau. 
De straat verbindt het Donkere Spaarne met de Hooimarkt en overspant de Nieuwe Gracht door middel van de Zandersbrug.
In 1668 werd de naam Koudenhorn gebruikt voor het grootste gedeelte van de kade aan de westelijke oever. In 1822 stonden op de Koudenhorn nog bomen van vijf rijen dik. Met de opkomst van de auto is de straat meer ingericht op het autoverkeer. Het profiel van de weg valt te omschrijven als een tweebaansweg met twee fietsrijstroken aan beide zijde met een parallel lopende ventweg. 

## Eerste Volksbadhuis
Tegenover het politiebureau ligt een soort pleintje langs de oever van het Spaarne. Hier werd in 1898 door het Witte Kruis het “Eerste volksbadhuis”” centraal binnen de gemeente gebouwd. Het Witte Kruis was in Noord-Holland opgericht tegen de verspreiding van epidemieën. Met het herstel van het “vierde volksbadhuis” na de Tweede Wereldoorlog, dat was gelegen aan het Drilsmasplein in Haarlem-Oost, werd het volksbadhuis gesloten en afgebroken. Thans is het pleintje voornamelijk in gebruik als autoparkeerplaats.

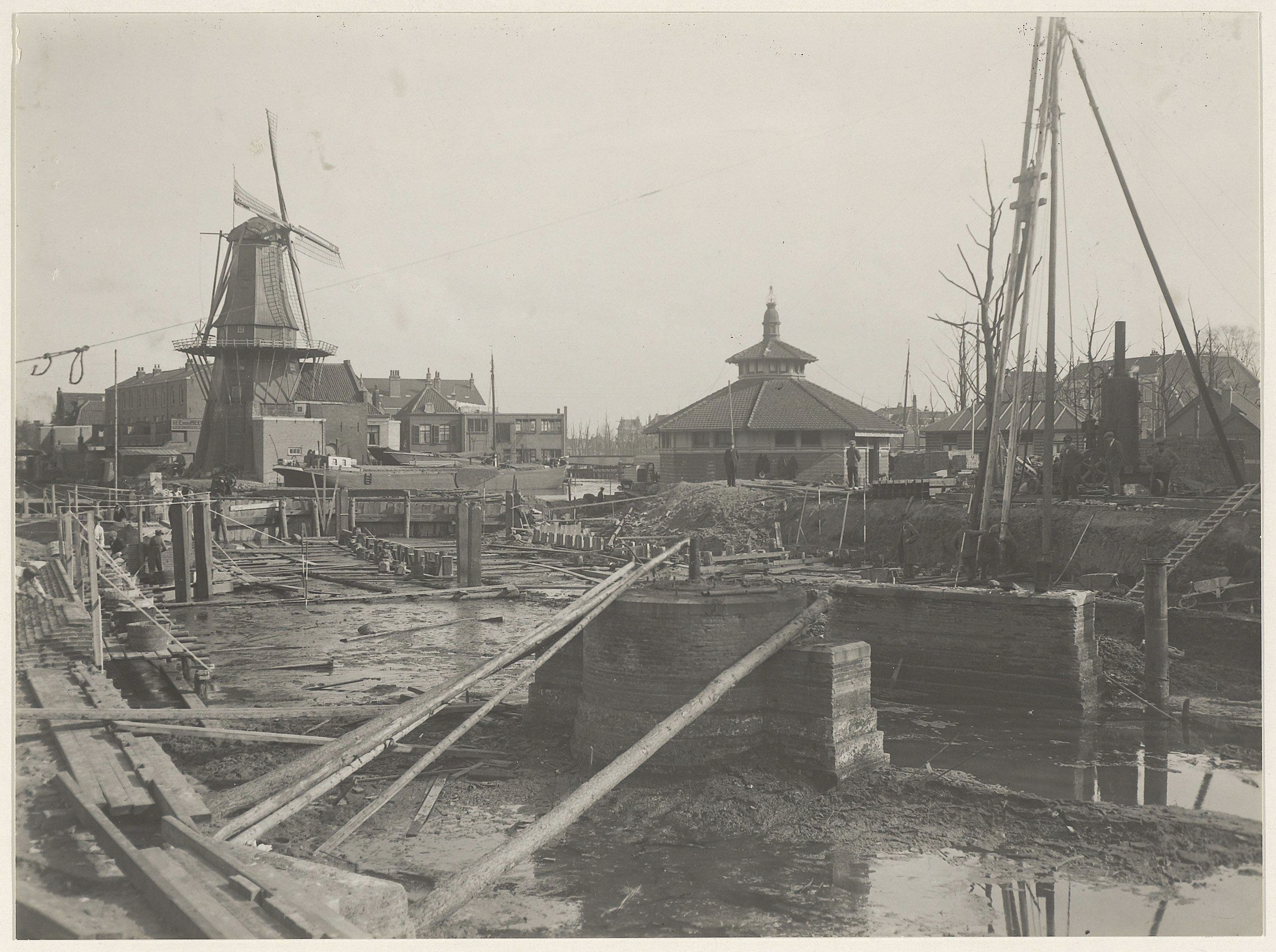
Bouw van de Zandersbrug over de Nieuwe Gracht bij de Koudenhorn en het Spaarne ziende naar het zuidoosten in 1928. Links molen De Adriaan, midden het eerste volksbadhuis, op de voorgrond vermoedelijk de oude fundering van de oude Zandersbrug

## Monumenten
Aan de straat liggen 13 monumenten, waarvan 11 een rijksmonument en twee een gemeentelijk monument. De straat is voornamelijk bekend wegens de Koudenhorn Kazerne, het hoofdpolitiebureau van de stad in het in 1771 gereed gekomen, sinds 1969 rijksmonumentale, diaconessenhuis. Een ander prominent rijksmonument is het neoclassicistische Teylers Hofje.